# Abdij van Dielegem
De Abdij van Dielegem of Abdij van Diligem (Frans: Abbaye de Dieleghem) is een voormalige abdij in het noordoosten van de Belgische gemeente Jette. Het voornaamste restant is de beschermde abtswoning uit 1783-1791.

## Geschiedenis
Door toedoen van Onulfus van Wolvertem vestigde zich in de 11e eeuw een gemeenschap van reguliere augustijnerkanunniken in de hoeve Auwderheyden. Hun priorij werd op 14 september 1095 ingezegend door bisschop Walcher van Kamerijk. De akte preciseerde dat het klooster los stond van de parochie Jetta, meteen de oudste vermelding van het dorp. In 1140 ging de gemeenschap over naar de premonstratenzers, met bisschoppelijke bekrachtiging in 1145. De streek werd geteisterd door de Grimbergse Oorlogen, wat vermoedelijk al rond 1150 leidde tot de verplaatsing van de abdij naar Dielegem. Ten laatste in 1217 nam ze haar huidige naam aan. Eeuwenlang had de abdij een grote uitstraling in haar wijde omgeving. De kanunniken bedienden verschillende parochies, zoals deze van Denderleeuw.

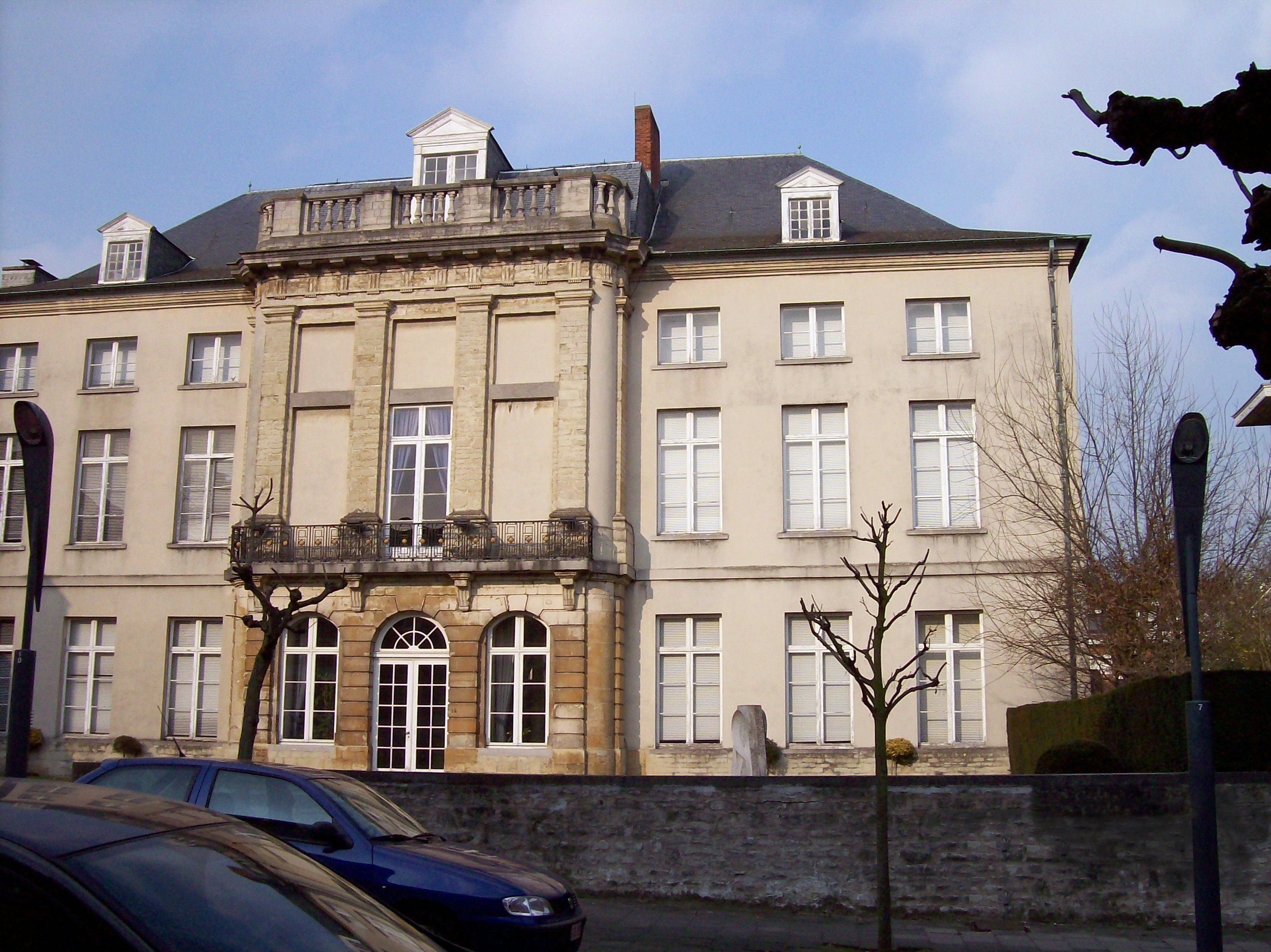
De prelaatswoning is het enige restant van het gebouwencomplex van de voormalige abdij van Dielegem

Het regime van de Franse Revolutie schafte de abdij af. De kanunniken werden verdreven naar een eiland voor de Bretoense kust, waarna het gebouwencomplex grotendeels vernield en geplunderd werd. Van de abdij rest enkel nog het classicistische prelaatshuis dat door architect Laurent Benoît Dewez werd ontworpen. De stenen voor dit gebouw werden in nabije groeven ontgonnen (onder andere op de plaats van het huidige Laarbeekbos).
In de 19e eeuw wisselde de woning vaak van eigenaar en van bewoners. Heel even namen Portugese jezuïeten er hun intrek. Dokter Capart kocht het domein in 1896 en bewoonde het met zijn grote familie. In de jaren 20 van de twintigste eeuw werd de abtswoning een tehuis voor mentaal gehandicapte kinderen. In de eerste helft van de 20ste eeuw, wanneer de wijk uitbreiding nam, deed de woning tijdelijk dienst als kapel. Ook jeugdgroeperingen vonden er een onderkomen.
In 1950 werd het gebouw uiteindelijk door de gemeente gekocht en in 1953 beschermd. Pas in 1972 kon de prelaatswoning, na een grondige renovatie, worden heropend. Thans is er het Gemeentelijk Museum van het Graafschap Jette in gevestigd. Het gebouw doet ook dienst als gemeentelijke trouwzaal.